# Kunstraum Riehen

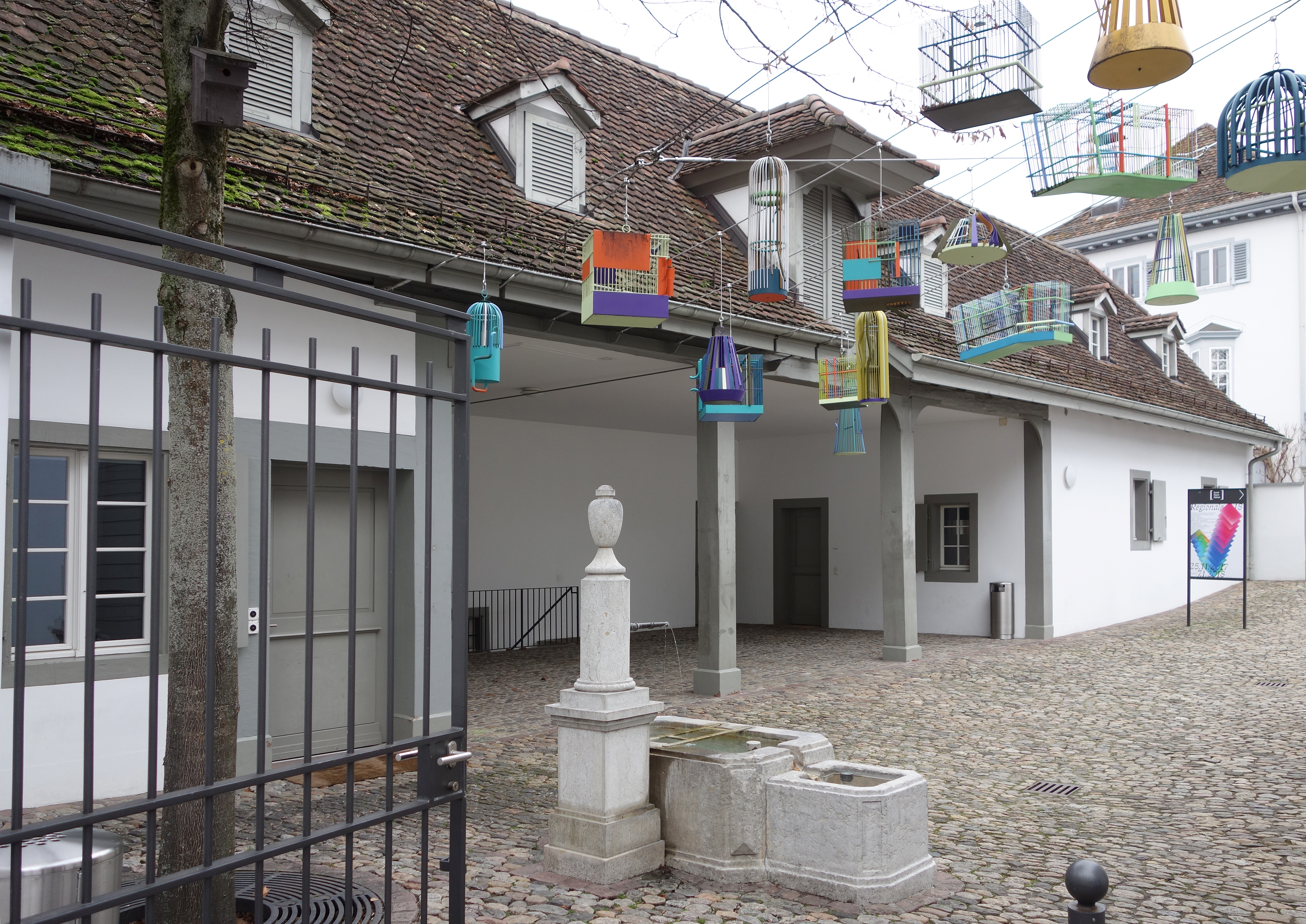
Kunst Raum Riehen im Berowergut

Der Kunstraum Riehen (Eigenschreibweise Kunst Raum Riehen) ist ein öffentlicher kommunaler Ausstellungsort der Schweizer Gemeinde Riehen, der 1998 eröffnet wurde. In wechselnden Ausstellungen werden Werke der Gegenwartskunst präsentiert.
Der Kunst Raum Riehen ist im 1738 gebauten Pächterhaus des Anwesens Berowergut eingerichtet, das unter Denkmalschutz steht und 1995/96 für Ausstellungszwecke umgebaut wurde. Auf drei Stockwerken finden jährlich vier bis sechs Gruppen- oder Einzelausstellungen statt. Sie sind neben der zeitgenössischen Kunst der Region Basel auch dem internationalen Kunstschaffen gewidmet. Die Kommission für Bildende Kunst der Gemeinde Riehen trägt die kuratorische Verantwortung für das Programm. Sie organisierte bereits ab 1972 Kunstausstellungen, zuerst im Gemeindehaus, dann ab 1980 bis 1995 im Herrenhaus des Berowerguts. Bis 2023 gab der Kunst Raum vierzehn Ausstellungskataloge heraus.
Zusammen mit den Ateliers des internationalen Künstleraustauschprogramms iaab (bis 2014) in den Remisen des ehemaligen Landsitzes und der benachbarten Fondation Beyeler bildet er einen Kunstkomplex im Kleinen.